# 6月12日
6月12日是公历（平年）一年中的第163天（闰年第164天），离全年结束还有202天。

## 大事记

### 20世紀以前
- 280年：西晋灭东吴，三国时代结束。
- 618年：唐高祖李渊受禅於隋恭帝，建立唐朝。
- 1127年：中国宋朝宗室康王趙構在應天府称帝，建立南宋政权。
- 1429年：聖女貞德和約翰二世率領的法蘭西王國軍隊在雅爾若戰役中擊敗英格蘭王國軍隊。
- 1560年：日本東海道大名今川義元在桶狹間之戰遭織田信長率領軍隊奇襲陣亡，今川氏從此沒落。
- 1864年：聯邦將軍尤利西斯·格蘭特率部從維吉尼亞州漢諾威縣的冷港之役中撤出，結束南北戰爭中最血腥、最一面倒的戰役之一。
- 1898年：菲律宾宣布脱离西班牙而獨立，成立菲律宾共和国。

### 20世紀
- 1901年：古巴把《普拉特修正案》作为附录列入本国宪法，古巴成為美国的保護國。
- 1923年：中国共产党“三大”在广州召开。
- 1935年：玻利维亚和巴拉圭达成停火协议，查科战争结束。
- 1942年：在被納粹德國佔領下的荷蘭阿姆斯特丹生活的猶太人女孩安妮·法蘭克開始撰寫她的日記。
- 1954年：道明·沙維豪於1857年去世時年僅14歲，教宗庇護十二世將他封為聖人，使他成為天主教會中最年輕的非殉道者聖人之一。
- 1962年：英国殖民地冈比亚设立总理，总理为达乌达·凯拉巴·贾瓦拉。
- 1964年：南非非洲民族議會領袖納爾遜·曼德拉及其他7人被政府指控為顛覆分子，判處終身監禁。
- 1966年：香港暴雨成災，連續十一個小時的傾盆大雨令到整個香港島的交通幾乎癱瘓，到處水浸及山泥傾瀉，部份地區甚至連水電供應都中斷。這次雨災導致64人喪生，2500多人無家可歸，造成經濟損失超過五千萬港元。
- 1987年：美国总统罗纳德·里根在西德西柏林发表著名演讲，呼吁米哈伊尔·戈尔巴乔夫拆除柏林围墙。
- 1989年：美国華裔网球好手張德培擊敗瑞典的斯特凡·埃德贝里奪得法国网球公开赛男子單打冠軍，是歷來第一個華人贏得網球大滿貫錦標。張德培其後於2003年結束職業網球手生涯。
- 1990年：俄羅斯最高蘇維埃主席鮑利斯·葉爾欽宣布俄羅斯恢復主權獨立狀態，促成蘇聯解體。
- 1991年：鮑利斯·葉爾欽當選為俄羅斯聯邦第一任總統。
- 1991年：芝加哥公牛队赢得了他们第一个NBA冠军。
- 1991年：港九新界有過近萬架的士在市面慢駛及罷駛，抗議當局取消每程加收一元的燃油附加費。
- 1994年：世界上最大的雙發噴射機波音777首飛。

### 21世紀
- 2010年：中国产歼-6战机正式退出中国人民解放军空军编制序列。
- 2014年：2014巴西世界盃足球賽開幕，此亦為巴西自1950年後再次成為主辦國，成為世界關注之焦點盛事。
- 2016年：奧馬爾·馬丁在美國佛羅里達州奧蘭多脈衝夜店發動恐怖襲擊，造成50人死亡和58人受傷。
- 2018年：美朝峰會在新加坡聖淘沙舉行。
- 2019年：香港各行業工商人及學界發動罷工、罷市、罷課示威及發起佔領行動，阻止香港政府在6月9日遊行後仍在當日對逃犯條例進行的二讀，終被香港警察鎮壓，香港政府稱為暴動。
- 2025年：印度航空一架波音787客機自印度古加拉特邦亞美達巴德薩達爾·瓦拉巴伊·帕特爾國際機場起飛後不久墜毀，造成至少269人死亡、61人受傷[1]。

## 出生
- 950年：冷泉天皇，日本第63代天皇（1011年逝世）
- 1502年：米格尔·洛佩斯·德莱加斯皮，西班牙探險家（1572年逝世）
- 1733年：圓山應舉，日本畫家（1795年逝世）
- 1827年：約翰娜·施皮里，瑞士兒童文學作家（1901年逝世）
- 1833年：詹姆斯·B·韦弗，美國聯邦眾議員（1912年逝世）
- 1852年：竇納樂，英國外交官（1915年逝世）
- 1858年：亨里·斯戈特·圖克，英國視覺藝術家、攝影家（1929年逝世）
- 1871年：恩斯特·斯特莫，德國古生物學家（1952年逝世）
- 1883年：瑪格麗特·麥克沃思，英國女貴族、女權主義者、企業家（1958年逝世）
- 1890年：埃貢·席勒，奧地利畫家（1918年逝世）
- 1897年：安東尼·艾登，英國政治家，曾任英國首相（1977年逝世）
- 1914年：吳清源，日本围棋棋手（2014年逝世）
- 1915年：大衛·洛克菲勒，美國銀行家（2017年逝世）
- 1924年：乔治·H·W·布什，美國政治人物，第41任美国总統（2018年逝世）
- 1928年：彼得羅斯·莫利維亞蒂斯，希臘政治人物（2025年逝世）
- 1929年：安妮·法蘭克，猶太裔荷蘭人，著有《安妮日記》（1945年逝世）
- 1933年：艾迪·亞當斯，美國攝影記者（2004年逝世）
- 1933年：羅蘭·帕蒂洛，美國醫生（2023年逝世）
- 1937年：弗拉基米爾·阿諾爾德，俄羅斯數學家（2010年逝世）
- 1951年：劉保佑，臺灣企業家
- 1956年：胡美儀，香港歌手
- 1958年：羅里·斯帕羅，美國NBA聯盟前職業籃球運動員
- 1962年：潘小濤，香港資深傳媒人
- 1962年：喬丹·彼得森，加拿大心理學家
- 1963年：招世亮，香港男配音員
- 1964年：張志光，台湾飛行員（2017年逝世）
- 1964年：山崎貴，日本電影導演、製片人
- 1966年：盧沛寧，華裔美國政治人物，曾任美國勞工部副部長
- 1967年：李家聲，香港演員
- 1967年：柏安妮，香港演員、歌手
- 1967年：七瀨葵，日本漫畫家、插圖家
- 1968年：陳家洛，香港政界人物
- 1970年：陳魯豫，中國節目主持人
- 1972年：七瀨葵，日本漫畫家、插畫家
- 1973年：齋賀光希，日本女性聲優
- 1974年：松井秀喜，日本旅美棒球選手
- 1974年：傑瑞·布希，美國動畫師、編劇、電影導演
- 1975年：湯燦，中國演員、歌手
- 1975年：鄭秀珍，新加坡女藝人
- 1978年：浩子，台灣演員
- 1978年：釋由美子，日本女藝人
- 1980年：傑尼斯·莫納斯特爾斯基，烏克蘭政治人物，前任烏克蘭內政部長
- 1982年：杉原杏璃，日本女藝人，模特
- 1982年：黃耀英，香港男演員及主持
- 1983年：克里斯汀·辛克萊爾，加拿大職業足球運動員
- 1984年：川島茉樹代，日本出生的台灣歌手
- 1985年：林奕匡，香港歌手
- 1985年：布雷克·罗斯，Mozilla Firefox最初開發者
- 1985年：巴勃羅·阿維安，西班牙男子羽球運動員
- 1986年：劉薰愛，台灣女藝人
- 1986年：高梨謙吾，日本男性聲優
- 1987年：艾比·丽·科肖，澳洲名模
- 1987年：柳德煥，韓國男演員
- 1988年：余德龍，台灣中華職棒選手
- 1989年：立石諒，日本男子游泳運動員
- 1990年：郭正旭，韓國男演員
- 1991年：路易莎·雅各布森，美國女演員、模特兒
- 1991年：吉井彩實，日本女性聲優
- 1993年：多惠，韓國女子偶像團體BESTie前成員
- 1994年：麥科爾·穆爾德，加拿大職業籃球運動員
- 1996年：JIN，韓國女子偶像團體Lovelyz成員
- 2000年：古林睿煬，臺灣職業棒球運動員
- 2007年：傑克·維爾，英國男演員

## 逝世
- 549年：梁武帝萧衍，南梁開國皇帝（464年出生）
- 816年：教宗良三世，羅馬主教（750年出生）
- 918年：埃塞爾弗萊德，麥西亞人的女領主（870年出生）
- 1524年：迪亚哥·委拉斯开兹·德-库埃里亚尔，西班牙征服者，曾征服古巴与出任古巴总督。（1465年出生）
- 1560年：今川義元，日本战国时代大名（1519年出生）
- 1578年：高坂昌信，日本战国时代武將（1527年出生）
- 1734年：詹姆斯·菲茨詹姆斯，法國軍事將領，第一代貝里克公爵（1670年出生）
- 1891年：波馬雷五世，大溪地國王（1839年出生）
- 1922年：沃爾夫岡·卡普，德國公務員、記者，卡普政變的首腦（1858年出生）
- 1937年：約納·亞基爾，蘇聯紅軍指揮官（1896年出生）
- 1946年 ：寺内寿一，日本陆军元帅大将，伯爵（1879年出生）
- 1964年：銮披汶·颂堪，泰国第三，十一届总理，立宪革命元老（1897年出生）
- 1978年：郭沫若，中國近代文學家（1892年出生）
- 1980年：埃貢·皮爾遜，英國統計學家（1895年出生）
- 1980年：大平正芳，日本第68、69任首相（1910年出生）
- 1985年：華羅庚，中國數學家（1910年出生）
- 2003年：葛雷哥萊·畢克，美國男演員、社會活動家（1916年出生）
- 2006年：肯尼思·湯姆森（英语：en:Kenneth Thomson, 2nd Baron Thomson of Fleet），加拿大出版業巨頭（1923年出生）
- 2010年：陳有后，香港資深影視演員（1914年出生）
- 2010年：毛梦索，中國及香港足球運動員（1989年出生）
- 2012年：埃莉诺·奥斯特罗姆，美國政治經濟學家，2009年諾貝爾經濟學獎得主，也是首位獲得此獎的女性（1933年出生）
- 2013年：木村次郎右衛門，日本超級人瑞（1897年出生）
- 2013年：蘇杏璇，香港甘草演員（1951年出生）
- 2017年：查爾斯·薩克爾，美國計算機科學家（1943年出生）
- 2022年：黃文擇，台灣偶戲師，外號「八音才子」（1956年出生）
- 2023年：西爾維奥·貝盧斯科尼，義大利政治人物、企業家，前任義大利總理（1936年出生）
- 2023年：崔特·威廉斯，美國男演員、作家（1951年出生）
- 2023年：維亞切斯拉夫·扎伊采夫，俄羅斯男子排球運動員（1952年出生）
- 2023年：哈維·格蘭斯，美國男子田徑運動員（1957年出生）
- 2024年：傑瑞·威斯特，美國職業籃球運動員、教練（1938年出生）
- 2024年：尼爾·戈爾德施密特，美國政治人物（1940年出生）
- 2025年：維賈伊·魯伯尼，印度政治人物（1956年出生）

## 节假日和习俗
- 世界無童工日
- 菲律賓：獨立日
- 俄羅斯：俄羅斯日
- 巴西：情人节
- 奈及利亞：民主日
- 芬兰：赫爾辛基日（英语：Helsinki Day）